# فرد بورنس
فرد بورنس (بالإنجليزية: Fred Burns)‏ هو ممثل أمريكي، ولد في 24 أبريل 1878 في الولايات المتحدة، وتوفي في 18 يوليو 1955.

## وصلات خارجية
- فرد بورنس على موقع IMDb (الإنجليزية)
- فرد بورنس على موقع ألو سيني (الفرنسية)
- فرد بورنس على موقع قاعدة بيانات الأفلام السويدية (السويدية)
- فرد بورنس على موقع قاعدة بيانات الفيلم (الإنجليزية)
- فرد بورنس على موقع كينوبويسك (الروسية)